# Антонио Алберико I Маласпина
Вижте пояснителната страница за други личности с името Антонио Алберико Маласпина.
Антонио Алберико I Маласпина (на италиански: Antonio Alberico Malaspina; * Фосдиново, Маркграфство Фосдиново; † 9 април 1445, пак там) е италиански благородник, 4-ти маркиз на Фосдиново и 1-ви господар на Маса, родоначалник на господстващата династия на Херцогство Маса и Княжество Карара.

## Произход
Той е син на Спинета II Маласпина (* 1393, † 1398), маркиз на Фосдиново и херцог на Гравина, и съпругата му Маргарита ди Барбиано (* 1398, † 1414), дъщеря на Франческо – граф на Кунео. Има един по-голям брат Габриеле († 1405), управлява с него под регенството на майка им до смъртта си.

## Биография

### Начално управление
През 1398 г. Антонио Алберико наследява баща си заедно с брат си Габриеле под регентсгвото на майка им, а през 1413 г. поема сам управлението на Маркграфство Фосдиново и свързаната с него титла „маркиз“.
Първият му автономен политически акт е от 7 септември 1414 г.: става въпрос за уговорката за лига, сключена с няколко съдинастии Маласпина от Луниджана, за да се защитават от общи врагове. На 29 септември 1417 г. Антонио Алберико подновява признаването на по-висшата власт на Флоренция въз основа на изрични отношения на подчинение или чужд протекторат и представителство, като удължава този, сключен от майка му на 26 май 1410 г., чиито глави са одобрени на 20 юли 1418 г.
През октомври 1414 г. Флорентинската република неуспешно се опитва да помогне на Антонио Алберико да си върне Херцогство Гравина, бивша собственост на баща му, отнета му от краля на Неапол след смъртта му.

### Командир на войска на Флорентинската република
През август 1418 г. Антонио Алберико е назначен за командир на войската, събрана от Флорентинската република, за да накаже маркиз Маласпина ди Кастел дел'Акуила, извършител на клането на 16 юни над маркиз Маласпина дела Верукола и семейството му, за да завладее неговото господство. Като награда за това Антонио Алберико получава от Флоренция възможността да се ожени за Джована Маласпина ди Фивицано, дъщеря на маркиз Бартоломео ди Верукола и една от двете оцелели в това клане. Всъщност малко преди това маркизът на Кастел дел'Акуила (в Граньола, днес подселище на Фивицано) Леонардо II Маласпина убива маркиз Дела Верукола и маркиза на Фивицано, завладявайки съответните им маркграфства. Това предизвика възмущението на Флорентинската република, която решава да изпрати хора и средства, за да отнеме тези територии от узурпатора маркиз.
Вследствие на клането древните васали Акуила, Граньола (част от днешно Фивицано), Гасано (също), Вецанело и Виано също се разбунтуват срещу Леонардо II Маласпина, който решава спонтанно да се подчини на Антонио Алберико I. Леонардо II няма мъжки потомци, така че с неговата смърт през 1466 г., лишен от каквато и да е власт и притежание, клонът Маласпина ди Акуила изчезва и има пълно връщане на феода към Маркграфство Фосдиново. Флорентинската република инкорпорират Кастел дел'Акуила и по-късно го дава на Антонио, може би като награда за военната му дейност в Луниджана. Лишените от имоти маркизи се преместват в района на Верона, където притежават огромни активи и където умират през 40-те години. Голяма част от венецианските активи преминават към потомците на Антонио Алберико благодарение на брака на неговите синове Ладзаро и Габриеле с две от наследничките на този клон.

### Продължаващо приятелство с Флорентинската република
Всички тези събития укрепват съюза между Фосдиново и Флоренция, насочен преди всичко към възпрепятстване на миланската експанзия в района на Луниджана и е доказан от актовете за потвърждение на признаването на висшия авторитет на Флоренция през 1428 и 1439 г.
Приятелството между Антонио и Флоренция има отражение и на военно ниво, дотолкова че маркизът на Фосдиново се сблъсква с Лука в годините, в които тя е във война с Флоренция (т.е. от 1430 до 1442 г.) и в периода 1428 – 1430 г. той завзема от името на Флоренция териториите на Карара, Авенца (днес подселище на Карара), Монета и Маса, дотогава зависими от Лука. През 1432 г. обаче той губи градовете и земите, които току-що е завладял, в полза на Николо Пичинино, кондотиер на Филипо Мария Висконти, херцог на Милано, но само година по-късно, след Договора от Ферара от 26 април 1433 г. херцогът на Милано признава Антонио Алберико за имперски васал и му връща земите, окупирани от Пичинино.
Едва през януари 1434 г. луканците вдигат забраната, която са наложили върху личността на Антонио Алберико по време на войната, но му трябва още година да си върне активите, които са му конфискувани във владението на Лука, докато касацията на присъдата се е едва през 1442 г. През 1437 г. той отново окупира Маса, а също и Казола, която след това преминава към Флоренция и няколко години по-късно е контролирана от племенника му Леонардо. Според договорите, подписани с жителите, Антонио Алберико трябва да управлява това място само 4 г. и след това да го върне на Лука, но той не го прави и Лука си отмъщава, като подтиква Минучано, принадлежащо на територията, контролирана от Казола, към бунт: това се случва през 1447 г. след смъртта на Маласпина.
През август 1433 г. Флорентинската република предоставя на него и на неговите потомци от мъжки пол гражданство и други привилегии, свързани с акциите на Монте Комуна и закупуването на притежания в собствения домейн.

### Господар на Маса
През юни 1435 г. Флоренция поверява попечителството над Пиза на Антонио Алаберико. През 1442 г. обаче тя се отказва от контролирана територия в негова полза и на 8 декември той влиза в пълно владение на Маса и нейния викариат. Жителите на Маса са насърчени от Флоренция да се посветят доброволно на маркиза. След опита за превземане на крепостта на Маса, направен от фракция граждани, хората от селището и викарият на Маса предлагат господството на Антонио Алберико; актът за предаване, със споразумение в полза на гражданите на Маса и със съответните глави, е съставен от нотариуса Антонио да Мончиголи на 8 декември 1441 г. С това ново анексиране Антонио Алберико I Маласпина е първият, който може да се похвали с титлата „Господар на Маса“, а имперският феод Фосдиново става малка независима държава и остава такава до 1797 г., когато геополитиката е разстроена от слизането в Италия на Наполеон Бонапарт.
Антонио Алберико умира през април 1445 г.

## Брак и потомство
∞ 1418 за Джована Маласпина ди Фивицано (или ди Верукола), от която има пет сина и една дъщеря:
- Джакомо (Якопо) I Маласпина (* 1422/7, Фосдиново; † 18 май 1481, Маса), 5-и маркиз на Фосдиново (1445 – 1467) и владетел на Маса и Карара (1445 – 1481); ∞ май 1456 за Тадеа Пико, господарка на Скалдасоле и дъщеря на Франческо III Пико, от която има двама сина.
- Ладзаро I Маласпина (* 1428/9, † 4 юли 1451), 3-ти маркиз на Кастел дел Акуила (Граньола, днес подселище на Фивицано) след изчезването на рода на Леонардо I Маласпина, син на Галеото I Маласпина; ∞ за 2-рата си братовчедка Катерина Маласпина дел Кастел дел Акуила († сл. 20 март 1500), дъщеря на маркиз Галеото Маласпина и Матеа Бевилакуа.
- Габриеле II Маласпина (* 1435/8, Фосдиново; † 3 февруари 1508, Фосдиново), 6-и маркиз на Фосдиново (1467 – 1508); ∞ пр. май 1452 за 2-рата си братовчедка Бианка Маласпина дел Кастел дел'Акуила († 1516), дъщеря на маркиз Галеото Маласпина и Матеа Бевилакуа, от която има около 15 деца.
- Спинета Маласпина (* 1436/41, † 1505), родоначалник на клона Маласпина ди Верона
- Франческо Маласпина (* 1437/42, † сл. 17 май 1467), свещеник близо до Рим
- Антония Маласпина († сл. 1467), ∞ за Спинета II Фрегозо, господар на Карара

Има и един извънбрачен син от неизвестна жена:
- Симоне Маласпина († 17 януари 1479, Мирандола), военен